# Публий Манилий (комисар)
Публий Манилий (на немски: Publius Manilius; † сл. 167 пр.н.е.) е политик на Римската република през 2 век пр.н.е. от плебейската фамилия Манилии (gens Manilia).
През 167 пр.н.е. Публий Манилий е в петчленна сенатска комисия заедно с Публий Елий Лиг (консул 172 пр.н.е.), Гней Бебий Тамфил, Гай Цицерей и Публий Теренций Тускивикан със задачата да се установи новия ред в Илирия след римската победа над македонския цар Персей. Манилий е по-млад от четиримата му колеги.
Той вероятно е баща на Публий Манилий (консул от 120 пр.н.е.)